# Takashi Yoshimatsu
'Takashi Yoshimatsu' (吉松隆, Yoshimatsu Takashi, nascido em março 18 de 1953) é um compositor japonês de música clássica. É também conhecido por compor a trilha sonora de remake de 2003 de Astro Boy.

## Biografia
Yoshimatsu nasceu e foi criado em Tóquio. Ele não recebeu treinamento musical formal enquanto crescia. Yoshimatsu era fã de The Walker Brothers e The Ventures quando tinha 13 anos, mas as sinfonias de Ludwig van Beethoven e Pyotr Ilyich Tchaikovsky o fascinaram quando tinha 14 anos. Quando ele entrou na Keio High School, ele esperava ir para a faculdade de medicina, mas acabou mudando de ideia e decidiu se tornar tornar um compositor sinfônico. Enquanto estudava na Faculdade de Engenharia da Keio High School, tornou-se aprendiz de Teizo Matsumura. Embora ele diga que não foi influenciado de forma alguma pelo estilo de Matsumura, sua peça para piano solo de 1974, To the companion star of Sirius (Op. 1), mostra uma forte influência da música contemporânea, incluindo a de Matsumura. Ele conheceu Manabu Kawai, um professor da Universidade de Artes de Tóquio, que o incentivou a estudar harmonia e contraponto, mas ele desistiu de ter aulas depois de alguns meses e deixou a universidade em março de 1974. Nessa época, ele também era fascinado por rock progressivo como Pink Floyd, Yes, Emerson, Lake & Palmer, etc., e ingressou em bandas de rock como tecladista.
Em 1975, por meio de Matsumura, Yoshimatsu conheceu Isao Harada e, em 28 de novembro de 1978, estreou como compositor apresentando Forgetful Angel em um concerto privado apresentado por Harada (embora não tenha recebido nenhum pagamento pela composição). Nesse período, ele participou de vários concursos de composição cerca de 20 vezes e não teve sucesso, mas em 1980, Dorian para orquestra foi selecionado para o Prêmio de Composição da Fundação para a Promoção da Música Sinfônica. Desde então, ele compôs várias peças serialistas antes de ficar conhecido com a Threnody to Toki em 1981.
Logo depois, Yoshimatsu se desencantou com a música atonal, e passou a compor em um estilo neo-romântico com fortes influências do jazz e rock, ressaltando sua reputação com seu concerto para violão de 1985. Desde 2007, Yoshimatsu apresentou seis sinfonias, 12 concertos: um para fagote, violoncelo, violão, trombone, saxofone alto, saxofone soprano, marimba, orquestra de câmara, instrumentos tradicionais japoneses e dois para piano (um apenas para a mão esquerda e outro para ambas as mãos), várias sonatas e várias peças mais curtas para conjuntos de vários tamanhos. Suas Atom Hearts Club Suites para orquestra de cordas homenageiam explicitamente os Beatles, Pink Floyd e Emerson, Lake & Palmer.
A maior parte de sua obra é triádica e contém progressões simples e repetidas, e em alguns casos, pandiatonicismo. Suas obras para instrumentos tradicionais japoneses (como Subaru e Within Dreams, Without Dreams) fazem uso de escalas e afinações tradicionais japonesas.
Publicou alguns ensaios e cartilhas sobre música clássica. 